# 黑利斯 (伏林州)
50°37′32″N 24°59′31″E / 50.62556°N 24.99194°E
黑利斯（羅馬化：Chornyi Lis）是烏克蘭的村落，位於該國西部沃倫州，由盧茨克區負責管轄，面積0.3平方公里，海拔高度222米，2021年人口2，人口密度每平方公里56.67人。